# Sympycnus hispidus
Sympycnus hispidus är en tvåvingeart som beskrevs av Becker 1908. Sympycnus hispidus ingår i släktet Sympycnus och familjen styltflugor.
Artens utbredningsområde är Madeira. Inga underarter finns listade i Catalogue of Life.